# Torà
Torà är en kommun och ort i Spanien.   Den ligger i provinsen Província de Lleida och regionen Katalonien, i den östra delen av landet, 400 km öster om huvudstaden Madrid. Torà de Riubregós ligger 518 meter över havet och antalet invånare är 1 333.
Terrängen runt Torà de Riubregós är kuperad åt nordost, men åt sydväst är den platt. Runt Torà de Riubregós är det mycket glesbefolkat, med 6 invånare per kvadratkilometer. Närmaste större samhälle är Cervera, 19,4 km sydväst om Torà de Riubregós. Trakten runt Torà de Riubregós består till största delen av jordbruksmark.